# Belluti, Sidlaghatta
Belluti là một làng thuộc tehsil Sidlaghatta, huyện Kolar, bang Karnataka, Ấn Độ.